# Ecuadorbergnimf
De ecuadorbergnimf (Oreotrochilus chimborazo) is een vogel uit de familie Trochilidae (Kolibries).

## Verspreiding en leefgebied
Deze soort komt voor van zuidelijk Colombia tot centraal Ecuador en telt 3 ondersoorten:
- O. c. jamesonii: zuidelijk Colombia en noordelijk Ecuador.
- O. c. soderstromi: Mount Quilotoa (centraal Ecuador).
- O. c. chimborazo: Mount Chimborazo (centraal Ecuador).